# Drogowskaz

Wzorzec drogowskazu stosowany w Polsce, wersja z numerem drogi (znak drogowy E-3)

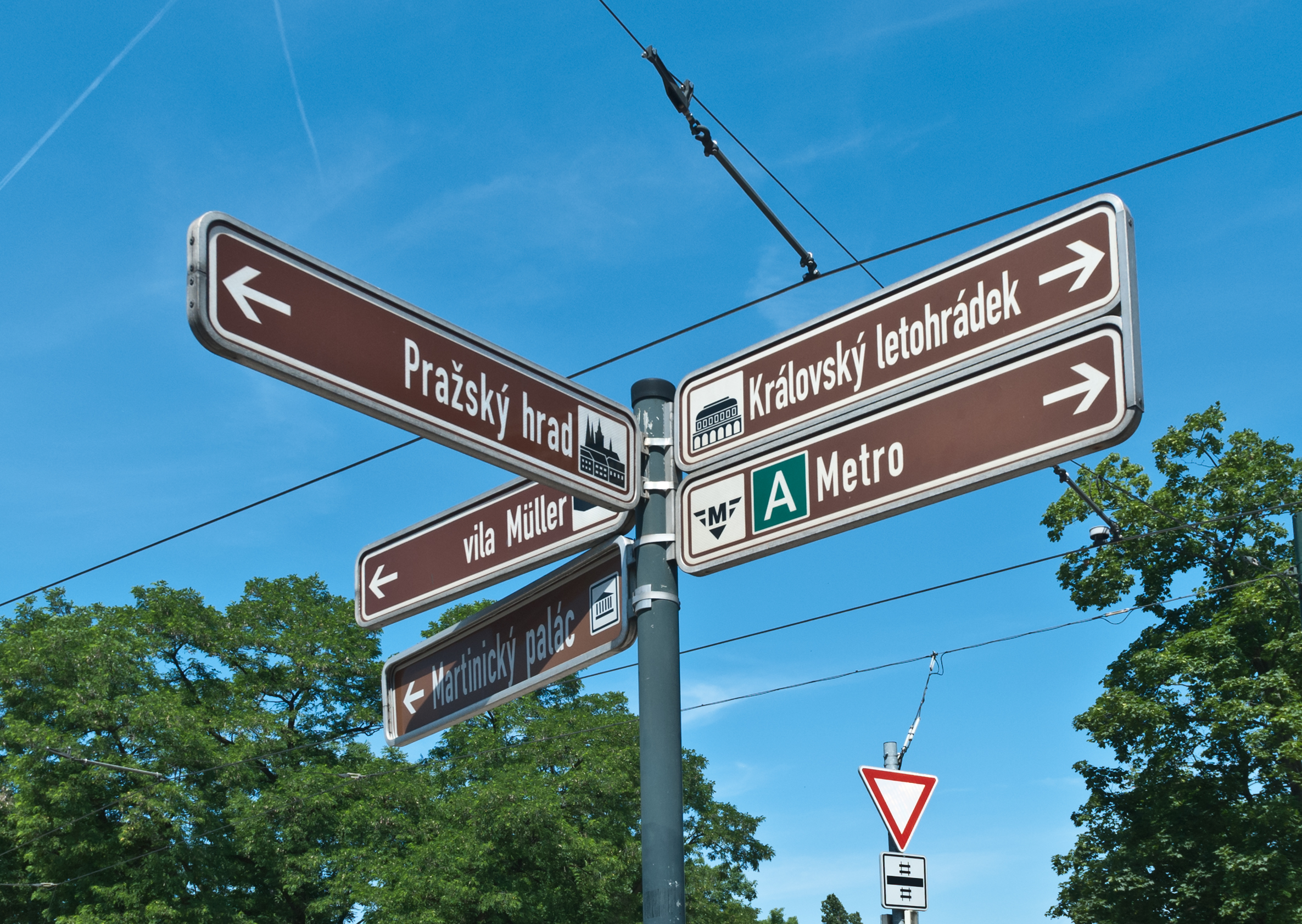
Drogowskazy w Pradze

Drogowskaz – znak drogowy pionowy (tzn. w postaci tablicy z napisami i ewentualnie symbolami), wskazujący kierunek do miejscowości lub obiektu na drodze, ustawiany zazwyczaj na skrzyżowaniu dróg lub przed nim. Może być prostokątną tablicą z namalowanymi strzałkami, albo sam być ukształtowany w formie podobnej do strzałki lub wskaźnika, skierowanego w stronę miejsca na nim opisanego.
Dawniej drogowskazy umieszczano na głazach („kamieniach milowych”) umieszczanych przy drodze lub przy skrzyżowaniach, nierzadko napisy na nich, w celu zapewnienia ich odporności na wiatr, deszcz i zmiany temperatur, były wykuwane w kamieniu.
Współcześnie spotykane są najczęściej na drogach publicznych (tu ich wzory i zasady umieszczania są ściśle opisane przez prawo – w Polsce prawo o ruchu drogowym), ale także na drogach prywatnych, szlakach turystycznych, narciarskich, rowerowych itp. Czasem drogowskazy pokazują jedynie kierunek do wskazywanego miejsca, ale często zaznaczone na nich są na nich dodatkowe informacje, np. numer drogi lub odległość w kilometrach (w krajach anglosaskich – w milach). Na drogowskazach przy ścieżkach dla turystów pieszych zamiast numeru drogi podawany bywa kolor szlaku turystycznego, a odległość podawana bywa w godzinach marszu.
Odmianą drogowskazów są tzw. tablice przeddrogowskazowe, tablice kierunkowe i tablice szlaku drogowego. Wszystkie odmiany drogowskazów i tablic, spotykane na polskich drogach publicznych wymienione są w rozporządzeniu w sprawie znaków i sygnałów drogowych z 31 lipca 2002 w paragrafach od 62 do 68 w rozdziale „Znaki kierunku i miejscowości” i przedstawione tam jako znaki od E-1 do E-22.
W Polsce na drogowskazach napisy składane są czcionką Drogowskaz.

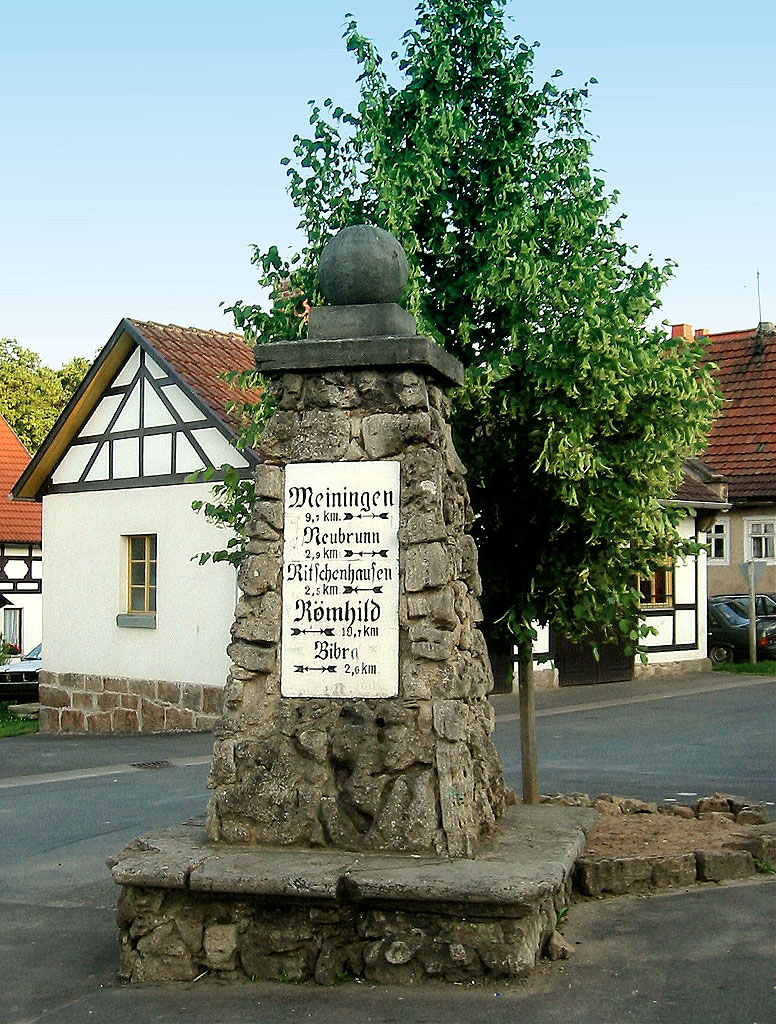
Dawny drogowskaz w Niemczech
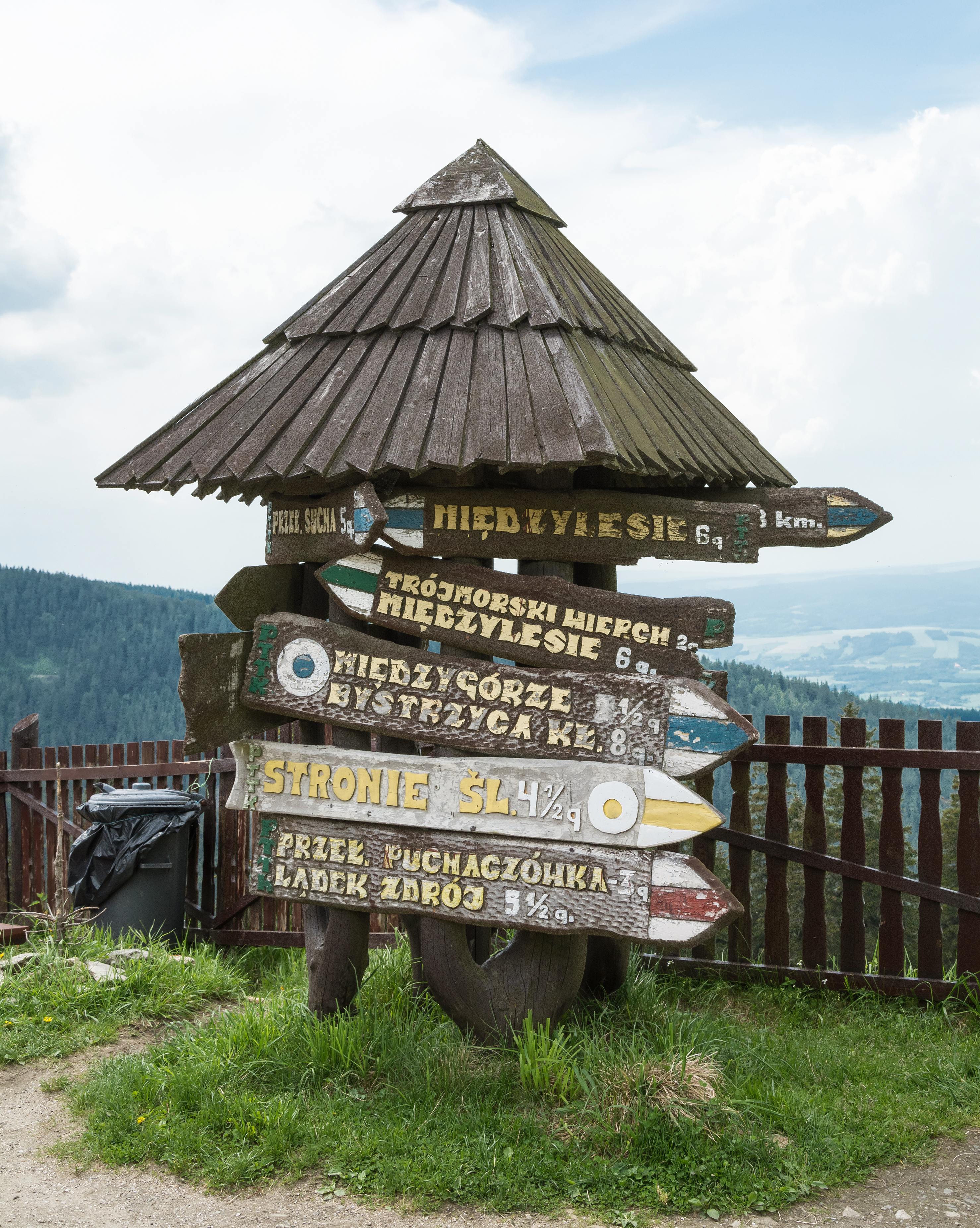
drogowskazy dla turystów w górach
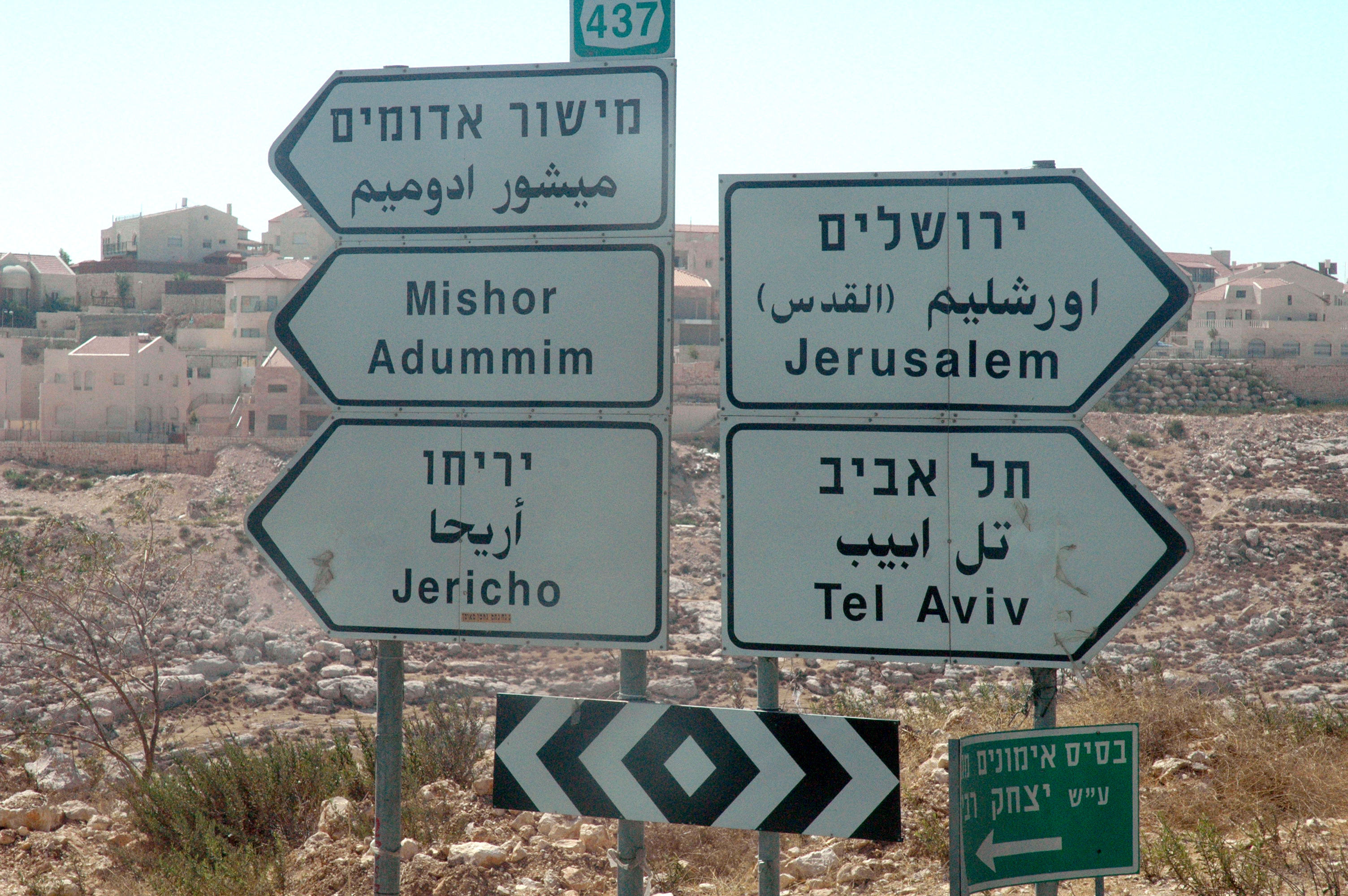
drogowskazy w Palestynie
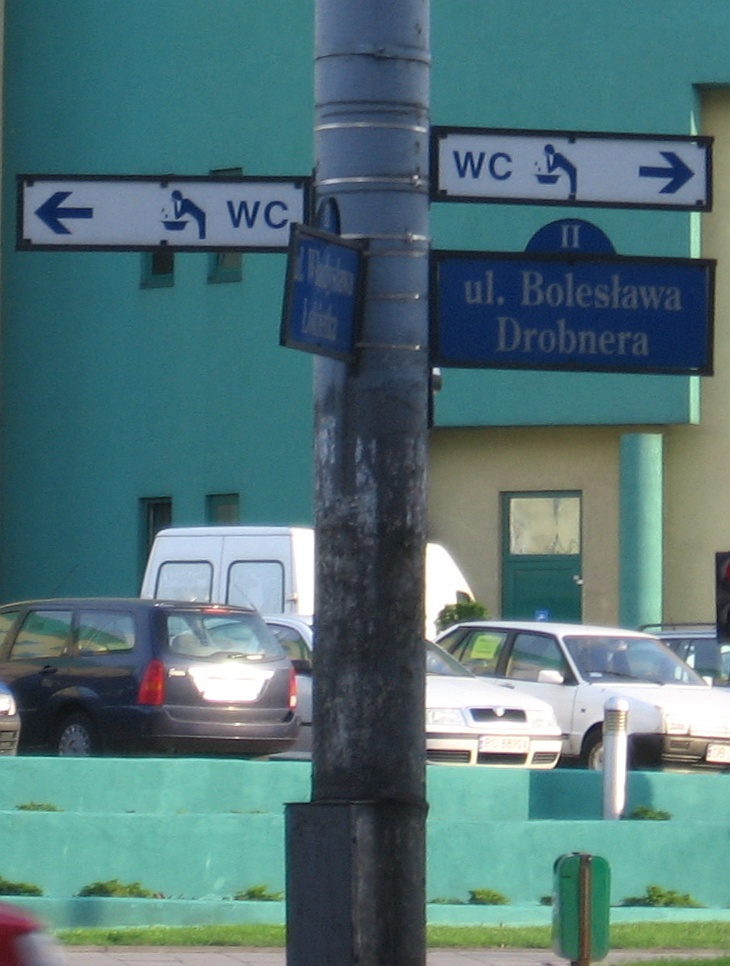
w mieście, dla przechodniów